# Driftwood (film, 2006)
Pour les articles homonymes, voir Driftwood (homonymie).
Pour plus de détails, voir Fiche technique et Distribution.
Driftwood est un film d'horreur américain, réalisé par Tim Sullivan, sorti en 2006.

## Synopsis
Le jeune David Forrester, 16 ans, a eu la douleur de perdre son frère aîné et, depuis lors, il est obsédé par des pensées morbides et par la mort en général. Ses parents, inquiets, le font admettre dans un centre de rééducation appelé Driftwood…

## Fiche technique
- Titre : Driftwood
- Titre original : Driftwood
- Réalisation : Tim Sullivan
- Scénario : Tim Sullivan, Chris Kobin (en)
- Musique : William Ross
- Directeur de la photographie : Steve Adcock
- Montage : M. Scott Smith
- Distribution des rôles : Aaron Griffith
- Direction artistique : John Mott, Mickey Siggins
- Costumes : Glenn Gregory Krah
- Production : Robert Engelman, Chris Kobin (en), Barry Levine, Mike Richardson, Bud Smith, Image Entertainment (en)
- Pays d'origine :  États-Unis
- Genre : Film d'horreur
- Durée : 90 minutes

## Distribution
- Raviv Ullman : David Forrester
- Dallas Page : Doug Kennedy
- David Eigenberg : Norris
- Cory Hardrict : Darryl
- Shahine Ezell (en) : Cobey
- Kim Morgan Greene : Mrs. Sherman
- Lin Shaye : Nancy Forrester
- Marc McClure : Rich Forrester

## Récompenses et distinctions

### Nominations
- Saturn Award 2008 :
  - Saturn Award de la meilleure édition DVD